# 2004 en handball
| Années du handball : 2001 - 2002 - 2003 - 2004 - 2005 - 2006 - 2007    |
| Décennies du handball : 1970 - 1980 - 1990 - 2000 - 2010 - 2020 - 2030 |

Cet article présente les faits marquants de l'année 2004 en handball.

## Par mois

### Janvier
- du 22 janvier au 2 février : Championnat d'Europe masculin. L'Allemagne remporte son premier titre de championne d'Europe en battant en finale, 30-25, la Slovénie, hôte de la compétition. Le Danemark complète le podium.

### Avril
- 24 avril : finale retour de la Ligue des champions masculine. Le club slovène du RK Celje remporte son premier titre dans la compétition aux dépens du club allemand de SG Flensburg-Handewitt, 64 à 56.
- 26 avril : Montpellier Handball est champion de France devant l'US Créteil.

### Mai
- 16 mai : Metz Handball est champion de France féminine.
- 22 mai : finale retour de la Ligue des champions féminine. Le club danois de Slagelse DT remporte son premier titre dans la compétition aux dépens du club slovène du Krim Ljubljana, 61 à 56

### Juillet
- du 20 au 24 : 11e édition du championnat panaméricain masculin à Santiago au Chili (cf. ci-dessous).

### Août
- du 14 au 29 août : Jeux olympiques à Athènes en Grèce. Chez les hommes, la Croatie s'impose devant l'Allemagne et la Russie. Chez les femmes, le Danemark devance la Corée du Sud et l'Ukraine.

### Septembre
- 12 septembre : match d'ouverture du Championnat d'Allemagne. Record du monde de spectateurs pour un match de handball en club avec 30 925 spectateurs qui ont assisté à la défaite du TBV Lemgo contre le THW Kiel (25-31) au Veltins-Arena de Gelsenkirchen. Le record sera battu par la suite.

### Décembre
- du 9 au 19 décembre : Championnat d'Europe féminin en Hongrie. La Norvège remporte son deuxième titre de champion d'Europe en battant en finale le Danemark. La Hongrie complète le podium.

## Par compétitions

### Championnat d'Europe masculin
La 6e édition du Championnat d'Europe masculin a lieu en Slovénie du 22 janvier au 2 février 2004.
| \| \| Allemagne \| \| \| Médaille d'or, Europe \| \| Slovénie \| \| \| Médaille d'argent, Europe \| Danemark \| \| Médaille d'argent, Europe \| Médaille de bronze, Europe \| | Statistique et récompenses - Meilleur joueur : Ivano Balić, Croatie - Meilleur buteur : Mirza Džomba, Croatie, 46 buts - Gardien de but : Henning Fritz, Allemagne - Ailier gauche : Edouard Kokcharov, Russie - Arrière gauche : Nikola Karabatić, France - Demi-centre : Ivano Balić, Croatie - Pivot : Michael V. Knudsen, Danemark - Arrière droit : Volker Zerbe, Allemagne - Ailier droit : Vid Kavtičnik, Slovénie |
| | Allemagne |
| | Médaille d'or, Europe |
| Slovénie | |
| Médaille d'argent, Europe | Danemark |
| Médaille d'argent, Europe | Médaille de bronze, Europe |

### Tournoi olympique masculin
La 10e édition du Tournoi masculin des Jeux olympiques a lieu à Athènes en Grèce du 14 au 29 août 2004.
| \| \| Croatie \| \| \| Médaille d'or, Jeux olympiques \| \| Allemagne \| \| \| Médaille d'argent, Jeux olympiques \| Russie \| \| Médaille d'argent, Jeux olympiques \| Médaille de bronze, Jeux olympiques \| | Statistique et récompenses - Meilleur joueur : non attribué - Meilleur buteur : Yoon Kyung-shin, Corée du Sud, 58 buts - Gardien de but, Henning Fritz, Allemagne - Ailier gauche, Juanín García, Espagne - Arrière gauche, Carlos Pérez, Hongrie - Demi-centre, Ivano Balić, Croatie - Pivot, Christian Schwarzer, Allemagne - Arrière droit, Ólafur Stefánsson, Islande - Ailier droit, Mirza Džomba, Croatie |
| | Croatie |
| | Médaille d'or, Jeux olympiques |
| Allemagne | |
| Médaille d'argent, Jeux olympiques | Russie |
| Médaille d'argent, Jeux olympiques | Médaille de bronze, Jeux olympiques |

### Tournoi olympique féminin
La 8e édition du Tournoi masculin des Jeux olympiques a lieu à Athènes en Grèce du 14 au 29 août 2004.
| \| \| Danemark \| \| \| Médaille d'or, Jeux olympiques \| \| Corée du Sud \| \| \| Médaille d'argent, Jeux olympiques \| Ukraine \| \| Médaille d'argent, Jeux olympiques \| Médaille de bronze, Jeux olympiques \| | Statistique et récompenses - Meilleure joueuse : non attribué - Meilleure marqueuse : Bojana Radulovics, Hongrie, 54 buts - Gardien de but, Rikke Schmidt, Danemark - Ailière gauche, Line Daugaard, Danemark - Arrière gauche, Katrine Fruelund, Danemark - Demi-centre, Lee Sang-eun, Corée du Sud - Arrière droite, Marina Vergeliouk, Ukraine - Ailière droite, Woo Sun-hee, Corée du Sud - Pivot, Véronique Rolland-Pecqueux, France |
| | Danemark |
| | Médaille d'or, Jeux olympiques |
| Corée du Sud | |
| Médaille d'argent, Jeux olympiques | Ukraine |
| Médaille d'argent, Jeux olympiques | Médaille de bronze, Jeux olympiques |

### Championnat d'Europe féminin
La 6e édition du Championnat d'Europe féminin a lieu en Hongrie du 9 au 19 décembre 2004.
| \| \| Norvège \| \| \| Médaille d'or, Europe \| \| Danemark \| \| \| Médaille d'argent, Europe \| Hongrie \| \| Médaille d'argent, Europe \| Médaille de bronze, Europe \| | Statistique et récompenses - Meilleure joueuse : Gro Hammerseng, Norvège - Meilleure marqueuse : Bojana Radulovics, Hongrie, 72 buts - Gardienne de but : Karin Mortensen, Danemark - Ailière gauche : Olena Radchenko, Ukraine - Arrière gauche : Tatjana Logwin, Autriche - Demi-centre : Gro Hammerseng, Norvège - Pivot : Lioudmila Bodnieva, Russie - Arrière droite : Grit Jurack, Allemagne - Ailière droite : Josephine Touray, Danemark |
| | Norvège |
| | Médaille d'or, Europe |
| Danemark | |
| Médaille d'argent, Europe | Hongrie |
| Médaille d'argent, Europe | Médaille de bronze, Europe |

### Championnat panaméricain masculin
La 11e édition du championnat panaméricain masculin a eu lieu à Santiago au Chili.
|                             | Argentine                    |
|                             | Médaille d'or, Amérique      |
| Brésil                      |                              |
| Médaille d'argent, Amérique | Canada                       |
| Médaille d'argent, Amérique | Médaille de bronze, Amérique |

## Meilleurs handballeurs de l'année 2004
Le 19 avril 2005, les résultats de l'élection des meilleurs handballeurs de l'année 2004 ont été dévoilés par l'IHF,, à la suite d'un vote, soit par le biais du magazine World Handball Magazine soit sur le site de l'IHF. Les deux élus, Anita Kulcsár et Henning Fritz, ont ainsi désigné selon deux histoires différentes.
En effet, la hongroise Anita Kulcsár a été plébiscitée à titre posthume avec 65,7 % des votes. Le 19 janvier 2005, à 28 ans, elle est victime d'un accident de la route qui la tue sur le coup alors qu'elle se rendait à l'entraînement. Elle devance ainsi trois danoises, Katrine Fruelund, Rikke Schmidt et Line Daugaard, championnes olympiques et la française Véronique Pecqueux-Rolland.
Chez les hommes, le choix de l'Allemand Henning Fritz est également net puisque, avec 38 %, il a obtenu plus du double de voix que l'Espagnol Juanín García, qui devance les Croates Mirza Džomba et Ivano Balić et le hongrois d'origine cubaine Carlos Pérez. Fritz est également le premier gardien de but à être élu meilleur joueur de l'année.
| Rang | Joueuse                    | Nationalité     | Club(s)                  | Poste            | Votes  |
| ---- | -------------------------- | --------------- | ------------------------ | ---------------- | ------ |
| 1    | Anita Kulcsár †            | Hongrie         | Alcoa FKC et Dunaferr NK | Pivot            | 65,7 % |
| 2    | Katrine Fruelund           | Danemark        | Viborg HK                | Arrière gauche   | 8,8 %  |
| 3    | Rikke Schmidt              | Danemark        | Slagelse FH              | Gardienne de but | 6,4 %  |
| 4    | Line Daugaard              | Danemark        | Ikast-Bording EH         | Ailière gauche   | 5,3 %  |
| 5    | Véronique Pecqueux-Rolland | France          | ES Besançon              | Pivot            | 4,7 %  |
| 6    | Maryna Verhelyouk          | Ukraine         | RK Krim                  | Arrière droite   | 2,4 %  |
| 7    | Lee Sang-eun               | Corée du Sud    | Allianz Life Séoul       | Demi-centre      | 2,0 %  |
| 8    | Woo Sun-hee                | Corée du Sud    | Wonderful Samcheok       | Demi-centre      | 1,8 %  |
| 9    | Autres joueuses            | Autres joueuses | Autres joueuses          | Autres joueuses  | 2,9 %  |

| Rang | Joueur              | Nationalité    | Club(s)                    | Poste          | Votes  |
| ---- | ------------------- | -------------- | -------------------------- | -------------- | ------ |
| 1    | Henning Fritz       | Allemagne      | THW Kiel                   | Gardien de but | 38,5 % |
| 2    | Juanín García       | Espagne        | Ademar León                | Ailier gauche  | 17,2 % |
| 3    | Mirza Džomba        | Croatie        | Veszprém et Ciudad Real    | Ailier droit   | 9,7 %  |
| 4    | Ivano Balić         | Croatie        | RK Metković et San Antonio | Demi-centre    | 9,2 %  |
| 5    | Carlos Pérez        | Hongrie        | Veszprém KSE               | Arrière gauche | 8,5 %  |
| 6    | Ólafur Stefánsson   | Islande        | BM Ciudad Real             | Arrière droit  | 7,1 %  |
| 7    | Christian Schwarzer | Allemagne      | TBV Lemgo                  | Pivot          | 6,1 %  |
| 8    | Autres joueurs      | Autres joueurs | Autres joueurs             | Autres joueurs | 3,7 %  |

## Bilan de la saison 2003-2004 en club

### Coupes d'Europe (clubs)
| Compétition              | Vainqueur        | Finaliste                | Score   |
| ------------------------ | ---------------- | ------------------------ | ------- |
| C1 : Ligue des champions | Slagelse DT      | Krim Ljubljana           | 61 – 56 |
| C2 : Coupe des coupes    | Ikast-Bording EH | Hypo Niederösterreich    | 66 – 57 |
| C3 : Coupe de l'EHF      | Viborg HK        | Győri ETO KC             | 64 – 48 |
| C4 : Coupe Challenge     | 1. FC Nürnberg   | Universitatea Remin Deva | 58 – 56 |

| Compétition              | Vainqueur            | Finaliste              | Score   |
| ------------------------ | -------------------- | ---------------------- | ------- |
| C1 : Ligue des champions | RK Celje             | SG Flensburg-Handewitt | 64 – 56 |
| C2 : Coupe des coupes    | Portland San Antonio | BM Valladolid          | 61 – 56 |
| C3 : Coupe de l'EHF      | THW Kiel             | BM Altea               | 59 – 47 |
| C4 : Coupe Challenge     | IFK Skövde HK        | Dunkerque HBGL         | 47 – 45 |

### Championnats européens
Les champions 2004 des principaux championnats européens sont :
| Nation | Hommes       | Hommes                   | Femmes       | Femmes                  |
| ------ | ------------ | ------------------------ | ------------ | ----------------------- |
|        | Allemagne    | SG Flensburg-Handewitt   | Allemagne    | Francfort HC            |
|        | Autriche     | Bregenz Handball         | Autriche     | Hypo Niederösterreich   |
|        | Belgique     | Sporting Neerpelt-Lommel | Belgique     | Fémina Visé             |
|        | Biélorussie  | HC Meshkov Brest         | Biélorussie  | BNTU Minsk              |
|        | Bosnie-Herz. | HRK Izviđač Ljubuški     | Bosnie-Herz. | Galeb Mostar            |
|        | Croatie      | RK Zagreb                | Croatie      | ŽRK Lokomotiva Zagreb   |
|        | Danemark     | GOG Håndbold             | Danemark     | Viborg HK               |
|        | Espagne      | BM Ciudad Real           | Espagne      | Elda Prestigio          |
|        | France       | Montpellier Handball     | France       | Metz Handball           |
|        | Grèce        | Panellínios Athènes      | Grèce        | Anagennisi Arta         |
|        | Hongrie      | Veszprém KSE             | Hongrie      | Dunaferr NK             |
|        | Islande      | Haukar Hafnarfjörður     | Islande      | ÍB Vestmannaeyja        |
|        | Israël       | Hapoël Rishon Le Zion    | Israël       | ?                       |
|        | Italie       | Papillon Conversano      | Italie       | Handball Salerno (it)   |
|        | Lituanie     | HC Granitas Kaunas       | Lituanie     | Eglė Vilnius            |
|        | Luxembourg   | Handball Esch            | Luxembourg   | ?                       |
|        | Macédoine    | Vardar Skopje            | Macédoine    | Kometal Skopje          |
|        | Norvège      | Sandefjord TIF           | Norvège      | Nordstrand 2000 Oslo    |
|        | Pologne      | Wisła Płock              | Pologne      | Nata AZS-AWFiS Gdansk   |
|        | Portugal     | FC Porto                 | Portugal     | ?                       |
|        | Roumanie     | HCM Constanța            | Roumanie     | HC Zalău                |
|        | Russie       | Medvedi Tchekhov         | Russie       | Lada Togliatti          |
|        | Serbie-et-M. | Étoile rouge de Belgrade | Serbie-et-M. | ŽRK Budućnost Podgorica |
|        | Slovaquie    | HT Tatran Prešov         | Slovaquie    | HK Slovan Duslo Šaľa    |
|        | Slovénie     | RK Celje                 | Slovénie     | RK Krim Ljubljana       |
|        | Suède        | IK Sävehof               | Suède        | Skuru IK Nacka          |
|        | Suisse       | Pfadi Winterthur         | Suisse       | ZMC Amicitia Zurich     |
|        | Turquie      | ASKİ Ankara              | Turquie      | Üsküdar BSK             |

#### Saison 2003-2004 en France
| Compétition                 | Vainqueur              | Second                 | Score                  |
| --------------------------- | ---------------------- | ---------------------- | ---------------------- |
| Championnat de France masc. | Montpellier Handball   | US Créteil             | –                      |
| Coupe de France masc.       | Pas de coupe de France | Pas de coupe de France | Pas de coupe de France |
| Coupe de la Ligue masc.     | Montpellier Handball   | US Créteil             | 26 – 23                |
| Championnat de France fém.  | HB Metz métropole      | ES Besançon            | –                      |
| Coupe de France fém.        | Pas de coupe de France | Pas de coupe de France | Pas de coupe de France |
| Coupe de la Ligue fém.      | ES Besançon            | HB Metz métropole      | 31 – 28                |

## Décès
Parmi les personnalités du handball décédées en 2004, on trouve notamment :
- 1er février : / Valeri Gassi (en) (à 54 ans)
- 28 mai :  Jerzy Klempel (à 51 ans)
- 25 novembre : / Vladimir Rivero (à 33 ans)